# Michel Modo
Michel Modo (30 de marzo de 1937 – 24 de septiembre de 2008) fue un actor teatral, cinematográfico y televisivo de nacionalidad francesa.

## Biografía
Su verdadero nombre era Michel Henri Louis Goi, y nació en Carpentras, Francia. 
En Francia fue sobre todo conocido por formar desde finales de los años 1950 una pareja cómica, Grosso et Modo, con el actor Guy Grosso. Ambos actuaron en numerosos filmes junto a Louis de Funès, entre ellos la serie del Gendarme, en la que encarnó al gendarme Berlicot junto a Michel Galabru, Jean Lefebvre y Christian Marin. Además, la pareja de actores fueron Laflûte y Lecoing en el telefilm Le Songe d'une nuit d'été, de Jean-Christophe Averty.
Entre 1993 y 1997 tuvo un papel recurrente en la serie televisiva Highlander, el de Maurice, personaje humorístico que caracterizaba al ciudadano francés medio.
En diciembre de 2005 actuó en la serie Plus belle la vie junto a Colette Renard, interpretando a un vagabundo disfrazado de Papá Noel.
Modo fue también actor de voz, doblando a muchos de los personajes de la serie de animación Los Simpson. Tras su muerte, que tuvo lugar en Vaires-sur-Marne, Francia, en 2008, a los 71 años de edad a causa de un cáncer, fue reemplazado en Los Simpson por Gérard Rinaldi.

## Teatro
Actor
- 1957 : Pommes à l'anglaise, de Robert Dhéry y Colette Brosset, Théâtre de Paris
- 1962 : La Grosse Valse, de Robert Dhéry, escenografía de l’auteur, Théâtre des Variétés
- 1970 : Herminie, de Claude Magnier, escenografía de Michel Vocoret, Théâtre des Nouveautés
- 1974 : No te pases de la raya, cariño, de Marc Camoletti, escenografía del autor, Théâtre Michel
- 1975 : No te pases de la raya, cariño, de Marc Camoletti, escenografía del autor, Théâtre Michel
- 1976 : No te pases de la raya, cariño, de Marc Camoletti, escenografía del autor, Théâtre Michel
- 1993 : Faites comme chez nous, de Guy Grosso y Michel Modo, escenografía de Daniel Colas, con Jean Lefebvre
- 1996 : Cinéma parlant, de Julien Vartet, escenografía de Daniel Colas, Théâtre des Mathurins
- 1997 : Grison IV, de Julien Vartet, escenografía de Gérard Savoisien, Théâtre des Mathurins

Director
- 1983 : L'Entourloupe, de Alain Reynaud-Fourton, Théâtre des Nouveautés, Théâtre des Célestins y gira

## Filmografía

### Cine
- 1961 : La Belle Américaine, de Robert Dhéry
- 1961 : Tout l'or du monde, de René Clair
- 1963 : Carambolages, de Marcel Bluwal
- 1964 : Les Gorilles, de Jean Girault
- 1964 : El gendarme de Saint-Tropez, de Jean Girault
- 1965 : Le Gendarme à New York, de Jean Girault
- 1965 : Le Corniaud, de Gérard Oury
- 1966 : Le Grand Restaurant, de Jacques Besnard
- 1966 : La gran juerga, de Gérard Oury
- 1967 : La Grosse Pagaille, de Steno
- 1968 : Le gendarme se marie, de Jean Girault
- 1970 : Le Gendarme en balade, de Jean Girault
- 1971 : Le Cri du cormoran le soir au-dessus des jonques, de Michel Audiard
- 1974 : Opération Lady Marlène, de Robert Lamoureux
- 1975 : On a retrouvé la septième compagnie, de Robert Lamoureux
- 1977 : Le mille-pattes fait des claquettes, de Jean Girault
- 1978 : Le Gendarme et les Extra-terrestres, de Jean Girault
- 1978 : Les Bidasses au pensionnat, de Michel Vocoret
- 1979 : L'Avare, de Jean Girault y Louis de Funès
- 1981 : Pétrole ! Pétrole !, de Christian Gion
- 1982 : Le Gendarme et les Gendarmettes, de Jean Girault y Tony Aboyantz
- 1983 : Les Planqués du régiment, de Michel Caputo
- 1985 : L'Exécutrice, de Michel Caputo
- 1989 : La Gloire de mon père, de Yves Robert
- 1989 : Le Château de ma mère, de Yves Robert
- 1992 : Pétain, de Jean Marbœuf
- 1998 : Bimboland, de Ariel Zeitoun
- 2006 : Poltergay, de Éric Lavaine

### Televisión
- 1969 : Le Songe d'une nuit d'été, de Jean-Christophe Averty
- 1973 : Les Cinq Dernières Minutes: Un gros pépin dans le chasselas, de Claude-Jean Bonnardot
- 1971 : Ubu enchaîné, de Jean-Christophe Averty
- 1971 : Au théâtre ce soir: Herminie, de Claude Magnier, escenografía de Michel Vocoret, dirección de Pierre Sabbagh, Théâtre Marigny
- 1977 : Au théâtre ce soir: Nuit folle, de Paul Gerbert, escenografía de Jacques Ardouin, dirección de Pierre Sabbagh, Théâtre Marigny
- 1978 : Au théâtre ce soir: Les Coucous, de Guy Grosso y Michel Modo, escenografía de Michel Roux, dirección de Pierre Sabbagh, Théâtre Marigny
- 1987 : Les Cinq Dernières Minutes, episodio Claire obscure, de Franck Apprederis
- 1993 : Highlander (temporadas 2-5)
- 1998 : Les Vacances de l'amour
- 2000 : Relic Hunter (temporada 1, episodio 19 )
- 2003 : Lagardère
- 2005 : Plus belle la vie

## Actor de voz

### Cine
En la gran pantalla, Modo dobló a los siguientes actores:
Jon Polito, Philip Bosco, Pat McCormick, Kevin Clash, Claude Rains, Austin Pendleton, Brian Doyle-Murray, Alan Tilvern, Joseph F. Kosala, Paul Maxwell, Dennis Franz, Ty Templeton, Geoffrey Holder, James Murray, Bill Hunter, Harris Yulin, Bob Dishy, James Coburn, Raymond J. Barry, Christopher Cazenove y Tom Bower.

### Televisión
Modo también fue actor de voz en diferentes producciones televisivas. Para la pequeña pantalla dobló a los siguientes intérpretes: Dave Gruber Allen, Damien Leake y Bob Gunton.

### Dibujos animados

#### Cine
- 1976 : La Flûte à six schtroumpfs
- 1977 : Les Fabuleuses Aventures du légendaire baron de Munchausen
- 1994 : Pulgarcita
- 2007 : Los Simpson: la película

#### Televisión
- 1989-2008 : Los Simpson
- 1992 : Spirou
- 1992 : Batman: la serie animada
- 1993 : Animaniacs
- 2001 : The New Adventures of Lucky Luke

## Otras actividades artísticas
- Escribió novelas cortas editadas en 1977 en le Trombone illustré, suplemento de la revista Le Journal de Spirou. Había conocido a Yvan Delporte (responsable del suplemento) con ocasión del doblaje de La Flûte à six schtroumpfs (1976), producción en la que daba voz a Pirlouit.
- También escribió el texto de una canción del álbum Chambre avec vue, interpretado por su amigo Henri Salvador.